# Gagrella leucobunus
Gagrella leucobunus is een hooiwagen uit de familie Sclerosomatidae.